# Sabulirhynchus axi
Sabulirhynchus axi är en plattmaskart som beskrevs av Artois och Schockaert 2000. Sabulirhynchus axi ingår i släktet Sabulirhynchus och familjen Polycystididae. Inga underarter finns listade i Catalogue of Life.